# Brza Palanka
Brza Palanka je vesnice v Srbsku, nachází se na východě země na břehu veletoku Dunaje. Z administrativního hlediska spadá pod opštinu Kladovo. V roce 2011 zde žilo 860 obyvatel. Na místě dnešní obce se v době existence Římské říše nacházela obec Aegeta.
Vesnicí prochází hlavní silnice, které vede po břehu Dunaje na srbském území. Do roku 1965 byla sídlem samostatné opštiny, poté byla administrativně začleněna pod Kladovo.